# Lecocarpus
Lecocarpus je biljni rod iz porodice Asteraceae iz podtribusa Melampodiinae, dio tribusa Millerieae. Pripada mu četiri priznatih vrsta sa otočja Galapagos.
Opisan je 1846.

## Vrste
1. Lecocarpus darwinii Adsersen
2. Lecocarpus lecocarpoides (B.L.Rob. & Greenm.) Cronquist & Stuessy
3. Lecocarpus leptolobus (S.F.Blake) Cronquist & Stuessy
4. Lecocarpus pinnatifidus Decne.